# Канчели, Гия Александрович
Ги́я (Георгий) Алекса́ндрович Канче́ли (груз. გია ალექსანდრეს ძე ყანჩელი; 10 августа 1935, Тифлис — 2 октября 2019, Тбилиси) — советский, грузинский композитор, педагог. Народный артист СССР (1988). Лауреат Государственной премии СССР (1976) и Государственной премии Грузинской ССР им. Ш. Руставели (1981).

## Биография
Родился 10 августа 1935 года в Тифлисе (ныне Тбилиси, Грузия) в семье врача.
Окончил музыкальную школу, затем — геологический факультет Тбилисского университета (в 1959 году), и лишь потом поступил в Тбилисскую консерваторию, которую окончил в 1963 году по классу композиции И. И. Туския.
С 1970 года преподавал в Тбилисской консерватории (класс инструментовки).
С 1971 года — заведующий музыкальной частью Тбилисского театра имени Ш. Руставели.
С 1979 года — секретарь Союза композиторов Грузинской ССР. Член Союза кинематографистов Грузинской ССР. Жил в Тбилиси в районе улицы Плеханова
С 1991 года жил в Берлине (Германия), где получил стипендию Немецкой академии искусств. С 1995 года жил в Антверпене (Бельгия) по приглашению Королевского филармонического оркестра Фландрии.
В последние годы жизни тяжело болел. Умер в Тбилиси от сердечной недостаточности 2 октября 2019 года, проведя последние несколько месяцев жизни в больнице. Похоронен в Дидубийском пантеоне.

### Семья
Был женат, жена Люля, в браке — двое детей, Сандро и Нателла.

## Награды и звания
- Заслуженный деятель искусств Грузинской ССР (1972)[5]
- Народный артист Грузинской ССР (1980)
- Народный артист СССР (1988)
- Государственная премия СССР (1976) — за 4-ю симфонию «Памяти Микеланджело»
- Государственная премия Грузинской ССР имени Шота Руставели (1981) — за спектакль «Ричард III» У. Шекспира
- Орден Чести (Грузия) (1995)
- Премия «Ника» (1987, за лучшую музыку к фильму, фильм «Кин-дза-дза»)
- Премия «Триумф» (1998)
- Премия «Чайка»
- Премия Вольфа (2008)
- Всесоюзный кинофестиваль (Приз Союза композиторов Литовской ССР за лучшую музыку к фильму, фильм «Твой сын, земля», 1981)
- Академик Российской академии кинематографических искусств «Ника»
- Почётный гражданин Тбилиси (2007).

## Политические взгляды
Отрицательно относился к политике В. В. Путина. В 2013 году представил в Берлине музыкальное произведение «Ангелы печали», посвящённое М. Ходорковскому. Негативно оценивал действия России во время войны в Грузии в 2008 году:

Но с нами настолько несправедливо поступили. И, главное, продолжают поступать… Вот так взяли и ножницами отрезали 20 с лишним процентов нашей территории. А пропаганда, которая и по сей день идёт по всем российским СМИ, настолько возмутительна и неприемлема для меня, что я до сих пор не могу смириться с происшедшим…
<…>
…Большевики и наш «великий» соотечественник Коба в свое время узаконили три автономии в Грузии, из которых две сейчас оказались «независимыми государствами». Хотя осетины у нас испокон веков жили и, к счастью, продолжают жить, но это всегда была грузинская территория.
Вот поэтому мне так трудно решить: ехать в Москву или нет…
Также, по словам Г. Канчели, связанные с Украиной события (а именно идущая на её востоке война) заставили его пересмотреть многие убеждения, поэтому он долгие годы не посещал Россию, невзирая на то, что имел там много друзей.

## Творчество
Автор симфонической и камерной музыки. Написал музыку ко многим драматическим спектаклям, десяткам кинофильмов, в том числе таким популярным, как «Мимино» и «Кин-дза-дза!».
Сочинения для музыкального театра
- «Музыка для живых», опера в 2 актах (1982—84, ред. 1999)

Сочинения для оркестра (в том числе с участием солистов)
- Концерт для оркестра (1961)
- Largo и Allegro для фортепиано, литавр и струнного оркестра (1963)
- Симфония № 1 (1967)
- Симфония № 2 «Песнопения» (1970)
- Симфония № 3 (1973)
- Симфония № 4 «Памяти Микеланджело» (1974)
- Симфония № 5 (1977)
- Симфония № 6 (1978-80, ред. 1981)
- Симфония № 7 «Эпилог» (1986, ред. 1991)
- «Оплаканный ветром», литургия памяти Гиви Орджоникидзе для большого оркестра и солирующего альта (1989)
- «Утренние молитвы» для альтовой флейты, малого оркестра и фонограммы (1990). 1-я часть цикла «Жизнь без Рождества».
- «Abii ne viderem» для альтовой флейты и малого оркестра (1992)
- «Noch einen Schritt…» для альта за сценой, оркестра и фонограммы (1992)
- «Flügellos» для большого оркестра (1993)
- «Trauerfarbenes Land» для большого оркестра (1994)
- «V & V (Violin and Voice)» для скрипки, оркестра и фонограммы (1994)
- «…à la Duduki» для брасс-квинтета и оркестра (1995)
- «Simi» для виолончели и большого оркестра (1995)
- Вальс-бостон для фортепиано и струнного оркестра (1996)
- «Childhood Revisited» для гобоя и малого оркестра (1998)
- «Sio» для фортепиано, ударных и струнного оркестра (1998)
- «Rokwa» для большого оркестра (1999)
- «…Al niente» для большого оркестра (2000)
- «Eine Kleine Daneliade» для скрипки, фортепиано, ударных (ad libitum) и струнного оркестра (2000)
- «Ergo» для большого оркестра (2000)
- «Fingerprints» для большого оркестра (2002)
- «Lonesome» для скрипки и большого оркестра (2002)
- «Warzone» для большого оркестра (2002)
- «Twilight» для 2 скрипок и малого оркестра (2004)
- «Ex Contrario» для 2 скрипок и малого оркестра (2006)
- «Kàpote» для аккордеона и малого оркестра (2006)
- «Broken Chant» для гобоя, скрипки и оркестра (2007)
- «Silent Prayer» для скрипки, виолончели, малого оркестра и фонограммы (2007)
- «Bridges to Bach» для скрипки и малого оркестра (2010)
- «Lingering» для большого оркестра (2012)
- «Nu.Mu.Zu» для большого оркестра (2015)

Камерная и сольная инструментальная музыка
- Квинтет для духовых (1961)
- «Ночные молитвы» для струнного квартета и фонограммы (1992). 4-я часть цикла «Жизнь без Рождества».
- «Magnum ignotum» для духовых, контрабаса и 3 фонограмм (1994)
- «Having Wept» для виолончели соло (1994)
- «Rag-Gidon-Time» для скрипки и фортепиано (1995)
- «Instead of a Tango» для скрипки, контрабаса, фортепиано и бандонеона (1996)
- «Time… and Again» для скрипки и фортепиано (1996)
- «In l’Istesso Tempo» для фортепианного квартета (1997)
- «With a Smile for Slava» для виолончели и фортепиано (1997)
- «Ninna Nanna» для флейты и струнного квартета (2008)
- «Simple Music for Piano» (2009)
- «Chiaroscuro» для струнного квартета (2010)
- Квинтет для духовых (2013)

Вокальная и хоровая музыка
- «Светлая печаль» для 2 детских голосов, детского хора и большого оркестра (1984-85)
- «Дневные молитвы» для детского голоса, кларнета и малого оркестра (1991). 2-я часть цикла «Жизнь без Рождества».
- «Вечерние молитвы» для 8 контральто и малого оркестра (1992). 3-я часть цикла «Жизнь без Рождества».
- «Psalm 23» для сопрано и малого оркестра (1993)
- «Exil» для сопрано, альтовой флейты, струнных и синтезатора (1993-94). 1-я часть — камерная версия предыдущего сочинения.
- «Caris Mere» для сопрано и альта (1994)
- «Lament», концерт памяти Луиджи Ноно для сопрано, скрипки и большого оркестра (1994)
- «Diplipito» для контратенора, виолончели и малого оркестра (1996-97)
- «And Farewell Goes out Sighing…» для контратенора, скрипки и большого оркестра (1999)
- «Styx» для смешанного хора, альта и оркестра (1999; ред. для смешанного хора, скрипки и оркестра — 2007[15])
- «Don’t Grieve», вокально-симфоническая сюита для баритона и большого оркестра (2001)
- «Little Imber» для мужского голоса, мужского хора, флейты, гобоя, гитары, синтезатора, струнных и фонограммы (2003)
- «Amao omi» для смешанного хора и квартета саксофонов (2005)
- «Helesa» (2005)
- «Lulling the Sun» для смешанного хора и ударных (2008)
- «Dixi» для смешанного хора и большого оркестра (2009)
- «Angels of Sorrow» для детского хора, скрипки, виолончели и малого оркестра (2013)
- «Deda Ena» («Родной язык») для детского хора и оркестра (2017)

Музыка для кино
- 1964 — Дети моря
- 1965 — Золото (мультипликационный)
- 1967 — Грустный роман (мультипликационный)
- 1968 — Необыкновенная выставка
- 1968 — Девушка Кератмиани (короткометражный)
- 1968 — Не горюй!
- 1970 — Укротитель (мультипликационный)
- 1970 — Конкуренция (мультипликационный)
- 1970 — Феола (новелла в киноальманахе «Мяч, перчатка и капитан»)
- 1970 — Кувшин (короткометражный)
- 1971 — Соседи (короткометражный) (Давным-давно (киноальманах)) (совм. с Н. Габуния)
- 1971 — Я, следователь
- 1972 — Когда зацвёл миндаль
- 1972 — Белые камни (короткометражный) (Белые камни (киноальманах))
- 1972 — Морской волк (короткометражный) (Белые камни (киноальманах))
- 1972 — Гладиатор (короткометражный) (Белые камни (киноальманах))
- 1972 — Старые зурначи
- 1973 — Рекорд
- 1973 — Сибирский дед
- 1974 — Чудаки (совм. с Д. Кахидзе)
- 1974 — Капитаны
- 1974 — Ночной визит (совм. с Р. Лагидзе)
- 1974 — Волшебное яйцо (мультипликационный)
- 1975 — Где ты, моя саванна? (мультипликационный)
- 1975 — Кавказский пленник
- 1975 — Кавказский романс (короткометражный) (Любовь, велика сила твоя (киноальманах)) (совм. с А. Тертеряном)
- 1975 — Странствующие рыцари
- 1977 — Гонки (короткометражный) (Будем знакомы (киноальманах))
- 1977 — Кафе «Изотоп»
- 1977 — Мачеха Саманишвили (совм. с Д. Кахидзе)
- 1977 — Мимино
- 1977 — Синема
- 1978 — Несколько интервью по личным вопросам
- 1978 — Ханума (фильм-спектакль)
- 1978 — Кавказская повесть
- 1979 — Дюма на Кавказе
- 1979 — Земля отцов наших
- 1979 — Трубач на карьере
- 1980 — Жду и надеюсь
- 1980 — Твой сын, Земля
- 1980 — Шальная пуля
- 1982 — Слёзы капали
- 1983 — Голубые горы, или Неправдоподобная история
- 1984 — День длиннее ночи (совм. с М. Менабде)
- 1984 — Ратили (совм. с Д. Кахидзе)
- 1984 — И падал снег над белыми садами
- 1985 — День гнева
- 1985 — Проделки Скапена
- 1986 — Кин-дза-дза!
- 1986 — Круговорот
- 1986—1987 — Конец света с последующим симпозиумом
- 1987 — Король Лир (фильм-спектакль)
- 1988 — Это было прошлым летом
- 1988 — Житие Дон Кихота и Санчо
- 1989 — Брестский мир (фильм-спектакль)
- 1989 — Круглянский мост
- 1990 — Неустановленное лицо
- 1990 — Ох, этот ужасный, ужасный телевизор
- 1990 — Паспорт
- 1991 — Кукушкины дети
- 1991 — Безумной страстью ты сама ко мне пылаешь
- 1991 — Пустыня
- 1992 — Каменный мир (короткометражный)
- 1993 — Время Мераба (документальный)
- 1994 — Чёрный клоун
- 1995 — Орёл и решка
- 2000 — Фортуна (совм. с И. Назаруком)
- 2001 — Давай сделаем это по-быстрому (совм. с The Tiger Lillies)
- 2002 — Медвежий поцелуй
- 2003 — Георгий Данелия: Время Кин-дза-дзы (документальный) (совм. с А. Петровым)
- 2003 — Пан или пропал
- 2004 — Кавказский меловой круг (фильм-спектакль)
- 2004 — Национальная бомба
- 2004 — Страна Данелия (документальный)
- 2005 — Без названия (короткометражный)
- 2007 — Полное дыхание
- 2007 — Синьор Тодеро хозяин (фильм-спектакль)
- 2008 — Свеча с гроба Господня
- 2009 — Счастье (короткометражный)
- 2010 — Феличита (короткометражный)
- 2010 — Через Гори (короткометражный)
- 2013 — Ку! Кин-дза-дза (анимационный)
- 2014 — Начать новую жизнь (короткометражный)
- 2017 — Заложники

Участие в фильмах
- 2001 — Гия Канчели (документальный)
- 2011 — Гия Канчели. Жизнь в звуках (документальный)
- 2012 — Мимино (Тайны советского кино (документальный))
- 2012 — Георгий Данелия. Между вымыслом и реальностью (документальный)

Музыка к спектаклям
- 1972 — «Ханума» А. Цагарели (постановка Г. А. Товстоногова, Большой драматический театр им. Горького, Ленинград)
- 1975 — «Кавказский меловой круг» Б. Брехта (постановка Р. Стуруа, Тбилисский театр им. Ш. Руставели)
- 1979 — «Ричард III» У. Шекспира (постановка Р. Стуруа, Тбилисский театр им. Ш. Руставели)
- 1982 — «Мачеха Саманишвили» Д. Клдиашвили (постановка Г. А. Товстоногова, Большой драматический театр им. Горького, Ленинград)
- 1987 — «Брестский мир» М. Шатрова (постановка Р. Стуруа, Государственный академический театр имени Е. Вахтангова, Москва)
- 1987 — «Король Лир» У. Шекспира (постановка Р. Стуруа, Тбилисский театр им. Ш. Руставели)
- 1987 — «Электра» Еврипида (театр «Афенайон Эпидавр» (Греция))
- 1988 — «Мамаша Кураж и её дети» Б. Брехта (Национальный театр Сервантеса, Буэнос-Айрес)
- 1989 — «Тартюф» Мольера (театр «Габима», Тель-Авив)
- 1991 — «Макбет» У. Шекспира (постановка Р. Стуруа, Тбилисский театр им. Ш. Руставели)
- 1998 — «Женщина-змея» К. Гоцци (постановка Р. Стуруа, совм. с Д. Сакварелидзе, Тбилисский театр им. Ш. Руставели)
- 1998 — «Гамлет» У. Шекспира (постановка Р. Стуруа, Московский театр «Сатирикон» им. А. Райкина)
- 1999 — «Борис Годунов» А. Пушкина, (постановка Т. Чхеидзе, Большой драматический театр им. Товстоногова, Ленинград)
- 2000 — «Двенадцатая ночь» У. Шекспира (постановка Р. Стуруа, Тбилисский театр им. Ш. Руставели)
- 2000 — «Шейлок» У. Шекспира (постановка Р. Стуруа, Московский театр «Et Cetera»)[16]
- 2002 — «Синьор Тодеро хозяин» К. Гольдони (постановка Р. Стуруа, Московский театр «Сатирикон» им. А. Райкина)
- 2002 — «Дом, где разбиваются сердца» Б. Шоу (постановка Т. Чхеидзе, Большой драматический театр им. Товстоногова, Ленинград)
- 2002 — «Последняя запись Креппа» С. Беккета (постановка Р. Стуруа, Московский театр «Et Cetera»)[16]
- 2003 — «Царь Эдип» Софокла (постановка Р. Стуруа, Киевский драматический театр им. И. Франко)
- 2009 — «Дон Карлос, инфант испанский» Ф. Шиллера (постановка Т. Чхеидзе, Большой драматический театр им. Товстоногова, Ленинград)
- 2010 — «Буря» У. Шекспира (постановка Р. Стуруа, Московский театр «Et Cetera»)[16]
- 2012 — «Ничего себе местечко для кормления собак» Тарика Нуи (постановка Р. Стуруа, Московский театр «Et Cetera»)[16]
- 2013 — «Комедия ошибок» У. Шекспира (постановка Р. Стуруа, Московский театр «Et Cetera»)